# شیندهارد
شیندهارد (به آلمانی: Schindhard) یک شهر در آلمان است که در زودوستپفالتس واقع شده‌است. شیندهارد ۵۹۵ نفر جمعیت دارد.